# Rodolfo Cordon
Rodolfo Cordon , född 16 december 1899 i Juayúa, departementet Sonsonate, El Salvador, död 9 januari 1966, var provisorisk president i El Salvador från 25 januari till 1 juli 1962.